# Linia kolejowa nr 372
Linia kolejowa nr 372 – linia kolejowa łącząca stację kolejową Bojanowo ze stacją Góra Śląska
Linia kolejowa Bojanowo — Góra Śląska została otwarta 4 grudnia 1885 roku. Stanowiła odcinek linii kolejowej Głogów — Bojanowo.
Ruch pasażerski na linii został zawieszony w 1991 roku. Obecnie wykorzystywana jest jedynie do przewozów towarowych. W 2010 r. zapadła decyzja o przekazaniu jej na rzecz samorządu lokalnego. Chęć przejęcia linii deklarowały władze powiatu górowskiego. W związku z budową drogi S5 tor od strony Bojanowa został rozebrany — brak wiaduktu. 
W grudniu 2020 roku samorząd województwa dolnośląskiego przejął linię od PKP PLK, zarządzającej infrastrukturą kolejową w kraju. W ramach porozumienia Generalna Dyrekcja Dróg Krajowych i Autostrad zobowiązała się do budowy wiaduktu kolejowego nad trasą S5. Planowana jest również elektryfikacja linii na odcinku Bojanowo - Góra Śląska